# Kokabuske
Kokabuske (Erythroxylum coca) är en art i familjen kokaväxter. Arten kommer ursprungligen från Sydamerika, förmodligen från Peru och Bolivia. Där har det bland ursprungsbefolkningen sedan århundraden funnits en vana att tugga kokablad för att exempelvis lättare klara tungt arbete och höga höjder. Denna vana finns också bland arbetare i gruvor i samma område. 
Bladen har en mättande effekt, fungerar uppiggande och ökar syreupptagningsförmågan. Kokabladen tuggas även vid ceremonier och fester, till exempel bröllop. Det är framförallt aymarafolket som använder koka i rituella sammanhang.
Kokabusken kan bli upp till 5 meter hög buske som odlas för sina blad som innehåller 0,5% kokain. Bladen kan därefter användas som ett uppiggande te eller extraheras till ett starkt koncentrat. Numera finns växten även förvildad i Taiwan och Indonesien, dit den införts för att odlas. Kokablad är narkotikaklassade och ingår i förteckningen N I i 1961 års allmänna narkotikakonvention, samt i förteckning II i Sverige.